# Duttaphrynus
Duttaphrynus é um gênero da família Bufonidae. É endêmica no sul e sudoeste da China (incluindo Taiwan e Hainan e através da Ásia Meridional do norte do Paquistão e Nepal até a Índia e Sri Lanka, Ilha Andaman, Sumatra, Java, Bornéu e Bali.

## Espécies
| Nome Binomial e Autor                                                |
| -------------------------------------------------------------------- |
| Duttaphrynus atukoralei (Bogert & Senanayake, 1966)                  |
| Duttaphrynus beddomii (Günther, 1876)                                |
| Duttaphrynus brevirostris (Rao, 1937)                                |
| Duttaphrynus chandai Das, Chetia, Dutta & Sengupta, 2013             |
| Duttaphrynus crocus (Wogan, Win, Thin, Lwin, Shein, Kyi & Tun, 2003) |
| Duttaphrynus dhufarensis (Parker, 1931)                              |
| Duttaphrynus himalayanus (Günther, 1864)                             |
| Duttaphrynus hololius (Günther, 1876)                                |
| Duttaphrynus kotagamai (Fernando & Dayawansa, 1994)                  |
| Duttaphrynus mamitensis (Mathew & Sen, 2009)                         |
| Duttaphrynus manipurensis (Mathew & Sen, 2009)                       |
| Duttaphrynus melanostictus (Schneider, 1799)                         |
| Duttaphrynus microtympanum (Boulenger, 1882)                         |
| Duttaphrynus mizoramensis (Mathew & Sen, 2009)                       |
| Duttaphrynus nagalandensis (Mathew & Sen, 2009)                      |
| Duttaphrynus noellerti (Manamendra-Arachchi & Pethiyagoda, 1998)     |
| Duttaphrynus olivaceus (Blanford, 1874)                              |
| Duttaphrynus parietalis (Boulenger, 1882)                            |
| Duttaphrynus peninsularis (Rao, 1920)                                |
| Duttaphrynus scaber (Schneider, 1799)                                |
| Duttaphrynus silentvalleyensis (Pillai, 1981)                        |
| Duttaphrynus stomaticus (Lütken, 1864)                               |
| Duttaphrynus stuarti (Smith, 1929)                                   |
| Duttaphrynus sumatranus (Peters, 1871)                               |
| Duttaphrynus totol (Ohler, 2010)                                     |
| Duttaphrynus valhallae (Meade-Waldo, 1909)                           |
| Duttaphrynus wokhaensis (Mathew & Sen, 2009)                         |